# 松田玲奈
松田 玲奈（まつだ れな、1994年9月11日 - ）は、日本の女子アマチュアボクシング選手、元プロキックボクサー。東京都出身。

## 来歴
小1で伝統派空手を始め、型の全国大会で5連覇。

### キックボクシング
高校進学後に17歳でキックボクシングに転向。
2012年9月、JEWELSアマチュアキックトーナメント-52kg級で優勝。10月にy-park所属としてプロデビュー。
2014年1月26日、8戦無敗でトモコSPを判定で破りJ-GIRLSフライ級王座を獲得。
6月19日、いつかに敗れ、キック唯一の黒星となった。
10月12日、ジェット・イズミを破り初代蹴拳女子フライ級王座を獲得。
2015年12月19日、ロレーナ・クライン（オランダ）を破りWBKF世界女子フライ級王座を獲得。
2016年2月11日、イム・ソヒ（韓国）を3回TKOで破り、これがキック最後の公式試合となった。

### ボクシング
10月、2020年東京オリンピックを目指しボクシング転向を表明。しかし、当時日本ボクシング連盟はプロスポーツ経験者のアマチュア選手登録を禁止していた。
だが、2018年の体制変更後には一転して、条件付きでの登録が解禁され、2019年6月23日、選手登録に義務付けられている「演技の部」で臨み合格、転向表明から2年半で選手登録を果たした。ボクシング以外のプロ格闘技からのアマチュアボクシング転向は国内初となる。
8月31日から9月1日にかけて行われた全日本女子選手権東京都予選にエントリーしたが、他に出場者がおらず認定優勝となった。
9月2日、ファイズマンクリエイティブとマネジメント契約。
9月7日、篠原光と特別スパーリング。
10月、初のボクシング公式戦となる全日本女子選手権1回戦で勝利するが、準々決勝で世界選手権銅メダリストの和田まどかに敗れ東京オリンピックへの道は潰えた。大会後「もう少しボクシングを続けたい気持ちが残っている」として現役続行に含みを持たせた。
現在は鹿児島県体育協会に所属。

## 戦績

### プロキックボクシング
| キックボクシング 戦績 | キックボクシング 戦績 | キックボクシング 戦績 | キックボクシング 戦績 | キックボクシング 戦績 | キックボクシング 戦績 | キックボクシング 戦績 |
| --------------------- | --------------------- | --------------------- | --------------------- | --------------------- | --------------------- | --------------------- |
| 20 試合               | (T)KO                 | 判定                  | その他                | 引き分け              | 無効試合              |                       |
| 15 勝                 | 5                     | 0                     | 0                     | 4                     | 0                     |                       |
| 1 敗                  | 0                     | 0                     | 0                     | 4                     | 0                     |                       |

## 獲得タイトル
- J-GIRLSフライ級王座
- 初代蹴拳女子フライ級王座
- WBKF世界女子フライ級王座